# 世界の工場
世界の工場（せかいのこうじょう）とは世界中から原材料を輸入し、その原材料を元として世界中を輸出の対象として製品を製造しているような大規模な工業国のことを言う。イギリス・アメリカ・日本・中国に対する用語でもある。

## 概要
この言葉は元々ウィリアム・スタンレー・ジェヴォンズによって提唱された言葉であり、19世紀のイギリスは産業革命によってこのような国家へと発展したことからこう呼ばれていた。20世紀になってからはイギリスが衰退し変わってアメリカと日本が、21世紀になってからは中国が世界の工場と呼ばれている。近年は米中対立の激化・人件費の高騰などから脱中国の動きが、西側諸国を中心に広まっており、中国の世界の工場としての立場も怪しくなっている。
また、世界的優位に立ったイギリスの全盛期そのものを指すとする辞典もある。